# معركة قرقور
مَعْرَكة قَرقُور، دَارَتْ رَحَاها عام 853 قبل الميلاد في مدينة قرقور، شمال غرب سوريا. بينَ جيش الإمبراطورية الآشورية الحديثة بقيادة الإمبراطور شلمنصر الثالث وبينَ جيشٍ متحالف مكون من أثنا عشر ملكًا بقيادة الملك بن هدد الثاني ملك آرام دمشق؛ والملك أخآب ملك إسرائيل. تشتهر هذه المعركة، التي دارت رحاها خلال فترة الفتح الآشوري لأرام 854-846 قبل الميلاد، بوجود عدد من المقاتلين أكبر من أي معركة سابقة، ولأنها كانت أول حالة يُذكر فيها بعض الشعوب في التاريخ المسجل، مثل العرب. تم تسجيل المعركة على نصب كورح.
سجل الملك شلمنصر الثالث أحداث المعركة على أحد الألواح الآشورية التي أقامها. والمعروف بنصب كورح، وطبقا لوصفه، فلقد بدأ الأمر بارتحاله عن نينوى في الرابع عشر من أيار، بادئا حملته السنوية. عبر الملك نهري دجلة والفرات دون عقبات، مستقبلا أثناء مروره العطايا من المدن التي مر بها، والتي أعلنت أيضا خضوعها له، ومنها مدينة حلب. وبمجرد عبوره لحلب، قابل الملك أول مظاهر المقاومة من قوات الملك إروليني، ملك حماة. استطاع شلمنصر أن يهزم قوات حماة، ولم يكتف بل قام، على سبيل العقاب، بهدم مدن وقلاع مملكة إروليني. وبعد أن حصد شلمنصر غنائمه في قرقور، واصل تقدمه حتى قابل القوات المتحالفة بالقرب من نهر العاصي.

## قوات الحلفاء المنافسة
تصف لنا نقوش شلمنصر قوات غريمه بن هدد الثاني وحلفائه بالتفصيل كالتالي: 
- الملك بن هدد الثاني نفسه، ومعه 1200 عربة حربية، و1200 فارس، و20000 جندي.
- الملك إروليني، ملك حماة، ومعه 700 عربة حربية، و700 فارس و10000 جندي.
- الملك أخاب، ملك إسرائيل، أرسل 2000 عربة حربية و10000 جندي.[3]
- أرسلت مدينة قليقيا 500 جندي
- أرسلت مدينة موسورة (عرفها البعض بأنها مصر، إلا أن الرأي الأغلب أنها مدينة بالقرب من قليقيا) 1000 جندي.
- أرسلت مدينة أركانتا (تل أركا) 10 عربات حربية، و10000 جندي.
- أرسلت مدينة أرواد 200 جندي.
- أرسلت مدينة أوسنطة (بجبل لبنان) 200 جندي
- أرسلت مدينة شيانو (بجبال الساحل السوري)[4] (العدد مجهول)
- أرسل الملك القيداري جندبو ملك العرب بدومة الجندل في شبه جزيرة العرب[5] 1000 فارس (جمال) [2]
- الملك بعشا بن روحوبي، ملك العمونيين (مئات) [2]

## المعركة
من المؤكد أن المعركة وقعت في عام 853 قبل الميلاد، لأنه تم تسجيل كسوف للشمس في نفس التاريخ في نقش آشوري آخر. والذي، حسبت أنه حدث بالضبط في العام المعني.
تقدم الآشوريون عبر نهري دجلة والفرات، ووصلوا إلى الأناضول وسوريا، حيث صنعوا روافد لملوك كركميش وحلب. في ذلك الوقت، اقترحت مملكة آرام دمشق، في عهد بن هدد الثاني، على الممالك المجاورة أن تتحد ضد تقدم الآشوريين، بل وذهب إلى حد الاتحاد مع الملك أخآب. الذي هزمه قبل أكثر من عامين بقليل في معركتين. وهكذا تشكل تحالف ملوك سوريا وإسرائيل. كان الملوك بن حداد الثاني، الذين ساهموا بـ 1200 عربة و 1200 فارس و 20000 جندي مشاة. أحضر أخآب الإسرائيلي 10000 مشاة و 2000 عربة و 2000 فارس. وكان من بين الملوك الآخرين ملوك حماة، والمزري، وآمون، وأرواد، وأوسناتة، وإرقناتا، وصور (أو بالأحرى الفينيقيين)، و مملكة قيدار العربية بدومة الجندل التي ساهمت ب1000 فارس. في المجموع، بلغ عددهم 60.000 جندي و 3940 عربة.
تشتهر هذه المعركة بوجود عدد أكبر من المقاتلين مقارنة بأي معركة سابقة ولأنها أول ظهور لبعض الشعوب في التاريخ مثل العرب. تم تسجيل الحدث على نصب كورح. تم تحديد مدينة قرقور القديمة حيث وقعت المعركة على أنها الموقع الأثري الحديث «قرقور». وفقًا لنقش لاحق نصبه شلمناصر الثالث، فقد بدأ حملته السنوية، وغادر نينوى في الرابع عشر من أيار. عبر نهري دجلة والفرات دون عوائق وتلقى جزية من مدن مختلفة على طول الطريق، بما في ذلك حلب. بعد اجتيازه حلب، واجه مقاومة لأول مرة من قوات إيروليني، ملك حماة، الذين هزمهم تمامًا ونهب قصور ومدن حماة.
بعد مغادرة قرقور، واجه القوات الأسرائيليه السورية المتحالفة بالقرب من نهر العاصي.

## الحصيلة
يتباهى شلمنصار بأنه تسبب في سقوط 14000 ضحية لجيش الحلفاء، واستولى على عدد لا يحصى من المركبات والخيول، ويصف الضرر الذي ألحقه بخصومه بالتفصيل. ومع ذلك، فإن النقوش الملكية من هذه الفترة معروفة بأنها غير موثوقة ولا تعترف بالهزائم بشكل مباشر، وتزعم أحيانًا الانتصارات التي حققها الأسلاف. إذا كان شلمنصار قد فاز بشكل واضح في قرقور، فإنه لم يرد على الفور بفتوحات أخرى في سوريا. توضح السجلات الآشورية أنه قام بعدة حملات أخرى في المنطقة خلال العقد التالي، شارك فيها بن هدد الثاني 6 مرات، والتي دعمها إيروليني من حماة مرتين على الأقل. تشبث معارضو شلمنصار بعروشهم بعد هذه المعركة: على الرغم من أن أخآب الإسرائيلي مات بعد فترة وجيزة في معركة غير ذات صلة. بقي بن هدد الثاني على عرشه حتى عام 841 قبل الميلاد.
وفقًا لشلمناصر الثالث، فقد حقق انتصارًا ساحقًا، حيث سقط 14000 رجل، لكن شلمنصار عاد بسرعة إلى آشور، مما يشير إلى أنه عانى من انتكاسة في المعركة. علاوة على ذلك، إذا كان انتصارًا، فإنه كان مؤقتًا أو ذا أهمية ثانوية، لأنه لم يستطع كسر مقاومة العصبة أو احتلال أراضيها على الأقل حتى وقت حزائيل. بصرف النظر عن ذلك فإن الآشوريين لم يضيفوا هزائم أو إخفاقات في نقوشهم.
تعتبر المعركة أيضًا مهمة جدًا لأنه تم التحقق من وجود شخصيات توراتية، مثل أخاب وبن هدد الثاني، فهي توفر المعرفة حول القوة التي كان لدى هذين الملكين في ذلك الوقت وتسمح أيضًا بعمل أقدم التزامن بين التاريخ الكتابي والعلماني.

## الحلفاء بعد الحرب
كانت أقوى مملكتين من بين الحلفاء مملكة آرام دمشق ومملكة إسرائيل. كانت هاتان المملكتان قد اشتبكتا قبل عامين تقريبًا في الحرب الآرامية الإسرائيلية الثالثة، والتي انتصرت فيها مملكة إسرائيل. في نهاية هذه الحرب، أصدروا إعلان سلام وصداقة، وعد فيه بن هدد الثاني بإعادة بعض المدن التي أخذها والده من إسرائيل. سيستمر هذا السلام ثلاث سنوات. في بداية السنة الثالثة، وقعت معركة قرقور، حيث اتحدت هاتان المملكتان لمواجهة التهديد المشترك، لكن بعد هذا الصراع، عادت الأعمال العدائية للظهور، بلا شك لأن بن هدد الثاني فشل في معالجته. سيؤدي هذا إلى اندلاع الحرب الآرامية الإسرائيلية الرابعة، حيث يموت الملك أخاب وتبدأ فترة طويلة من النهب والقتال بين الجانبين، حتى بدأ حزائيل، خليفة بن هدد الثاني، في القيام ببعثات أكثر عنفًا. لم يستفيد الحلفاء الآخرون كثيرًا من الحرب، لأنهم بعد سنوات قليلة فقط سيقعون تحت حكم شلمنصار الثالث.

## الآشوريون بعد الحرب
اندلعت معركة قرقور في العام السادس من حكم شلمنصر الثالث، الذي كان سيستمر في الحكم لمدة 35 عامًا تقريبًا. على الرغم من أنه ربما خسر هذه الحرب، إلا أنه لم يكف، لكنه استمر في محاولة احتلال هذه الأراضي. هذا هو السبب في أن شلمنصر الثالث معروف بأنه أول ملك آشوري عظيم. منذ ذلك الحين لم يتمكن الملوك المحليون من إيقاف تقدم الآشوريين إلى البحر الأبيض المتوسط. على الرغم من أن شلمناصر الثالث لم يستطع احتلال سوريا أو إسرائيل أثناء حياة بن هدد الثاني، إلا أنه استطاع أن يفعل ذلك في عهد خليفته حزائيل، منذ أن بدأ في قمع إسرائيل في عهد «يه»، الجنرال السابق لأخاب، الذي ذهب إليه شخصيا ليقدم له الجزية الغنية ويصبح طواعية تابعا له لمهاجمة السوريين. رد شلمنصر الثالث بجعل الآراميين تابعين له. لكن شلمنصر الثالث خلفه ملوك ضعفاء لم يتمكنوا من السيطرة على سوريا.